# La grande prova (romanzo)
La grande prova (Walkabout) è un romanzo pubblicato nel 1959 da Donald Gordon Payne con lo pseudonimo di James Vance Marshall.
Il libro è basato sugli scritti e sugli appunti di viaggio dello scrittore e viaggiatore australiano James Vance Marshall (1887-1964).

## Sommario
Incagliati nel deserto australiano dopo un incidente aereo, Mary e Peter vengono a contatto con un ragazzo aborigeno.

## Edizioni
- James Vance Marshall, Walkabout, Penguin,  p. 128, ISBN 0-14-031292-7.